# Gisela av Burgund
Prinsessan Gisela av Burgund, född cirka 952, död 21 juli 1006, var dotter till kung Konrad den fredlige av Burgund och Adelaide av Bellay, Konrads andra hustru, med vilken han troligtvis gifte sig av kärlek, eftersom han redan hade fått en arvinge (Rudolf III) i sitt första, mer dynastiska äktenskap och därmed var mer fri att gifta sig som han behagade. Gisela var systerdotter till kejsarinnan Adelaide.
Hon gifte sig med hertig Henrik den bråkige av Bayern någon gång före 972. Trots att han dog ung fick de många barn, som uppnådde höga positioner i Europas härskarklass:
- Henrik II av Tyskland
- Gisela, gift med Stefan I av Ungern
- Bruno, biskop av Augsburg
- Brigitta, troligtvis abbedissa
- Arnold, ärkebiskop av Ravenna